# Pfarrkirche Großhöflein

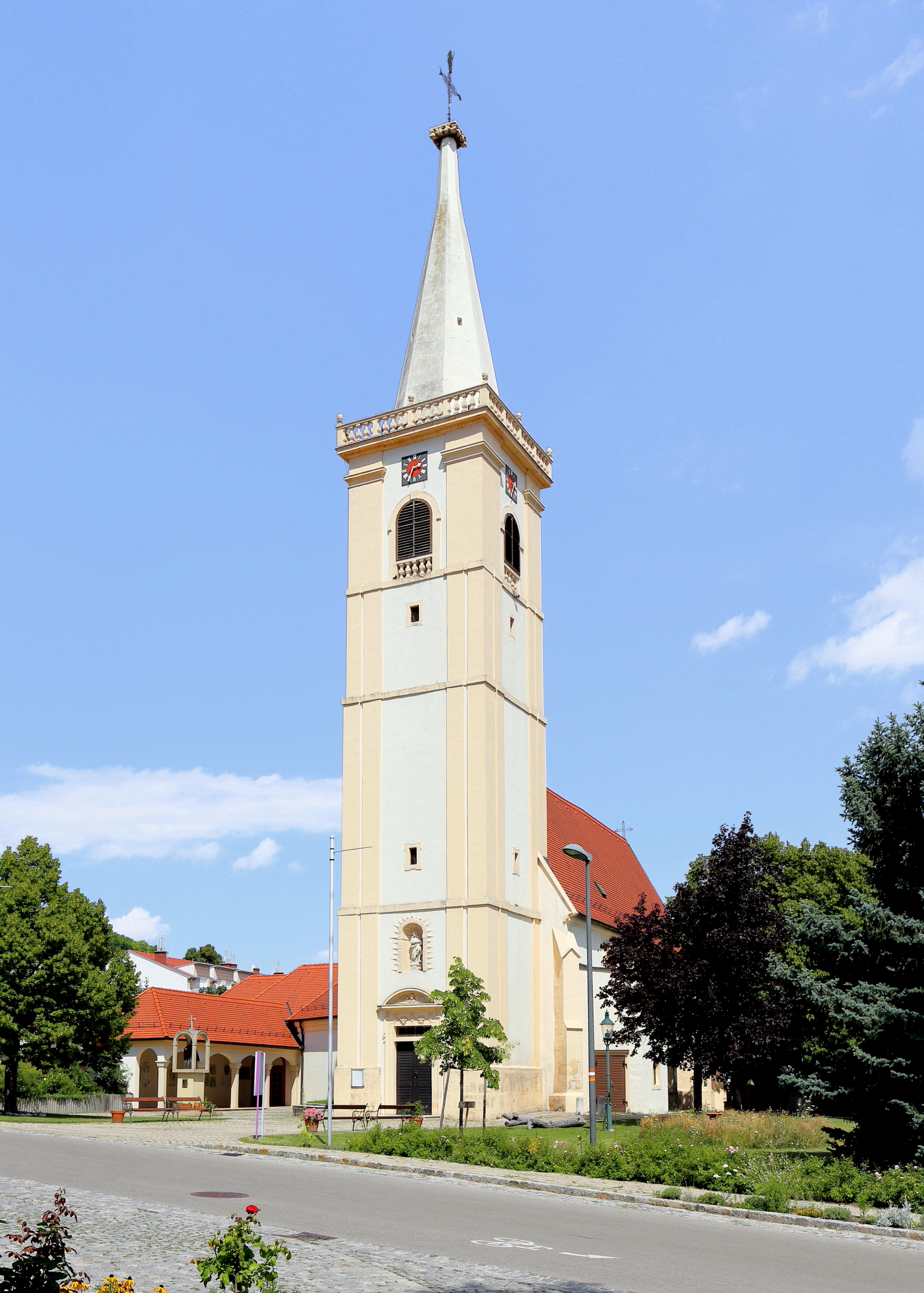
Katholische Pfarrkirche hl. Johannes der Täufer in Großhöflein

Die römisch-katholische Pfarrkirche Großhöflein steht im nördlichen Ortsteil der Marktgemeinde Großhöflein im Burgenland. Die Pfarrkirche hl. Johannes der Täufer gehört zum Dekanat Eisenstadt-Rust in der Diözese Eisenstadt. Die Kirche steht unter Denkmalschutz (Listeneintrag).

## Geschichte
Eine vorreformatorische Pfarre wurde 1529 urkundlich genannt. Die Kirche war zeitweise evangelisch und 1636 wieder katholisch. Laut Inschrift wurde die Kirche 1669 mit einem Sanctuarium und einer Sakristei erweitert und geweiht. 1675 wurde der Turm angebaut. Die Empore wurde im 17. Jahrhundert eingezogen. Die Kirche wurde nach 1683 und nach einem Brand 1732 wiederhergestellt. 1968 erfolgte eine Außen- und 1974/1975 eine Innenrestaurierung. In den Jahren 1989 bis 1990 wurde die Kirche nach Plänen des Architekten Friedrich Mostböck durch einen nordseitigen, dem Chor nahen polygonalen Zubau erweitert.

## Architektur
Der spätgotische bemerkenswert große Kirchenbau mit einem Westturm hat einen Chor mit einem Dreiachtelschluss. Der vorgelagerte viergeschoßige Turm mit einer Lisenengliederung trägt einen Spitzhelm mit einem darunterliegenden Balkon mit einer Dockenbrüstung. Das Portal ist im Sturz mit 1673 bezeichnet und zeigt im Segmentgiebel einen Cherubskopf. Darüber in einer Nische mit Strahlenkranz und einer Inschrift die Steinfigur Johannes des Täufers. Das Kirchenschiff hat einstufige Strebepfeiler mit Wimpergen und an der Stirnseite eines südlichen Strebepfeilers die Angaben 1641, 1649. Auch der Chor hat einstufige Strebepfeiler.
Das dreijochige Langhaus hat ein spätgotisches Netzrippengewölbe auf wappenförmigen Konsolen. Die dreiachsige Westempore hat ein Kreuzgratgewölbe. Ein breiter spitzbogiger Triumphbogen mit Pilastern verbindet das gotische Kirchenschiff mit dem gleich breiten frühbarocken dreijochigen Chor mit einem Stichkappen-Tonnengewölbe. Über der Apsis sind drei Stichkappen. Im mittleren Chorjoch ist zu beiden Seiten je eine rundbogige Nische mit Stuckdekor. Die nördliche Nische zeigt Malereireste aus dem 18. Jahrhundert mit Putti.

## Ausstattung
Der Hochaltar aus der Mitte des 18. Jahrhunderts ist ein Säulenaltar mit zurückspringenden Seitenteilen, hat eine tiefe Nische und einen baldachinartigen Aufsatz. In der Nische steht eine Figur Marias als Eisenstädter Gnadenbild. An den Seiten sind die Figuren von Petrus und Paulus, Johannes dem Täufer und Joseph sowie im Aufsatz Engel und das Auge Gottes zu sehen.
Die Orgel aus 1997 mit 17 Registern wurde von den Orgelbauern Herbert Gollini und Achim Reichmann gefertigt.
Eine Glocke ist mit Johann Georg Koechel Oedenburg 1772 bezeichnet.